# Górsko (Postomino)
Górsko (deutsch Görshagen) ist ein Dorf in der Woiwodschaft Westpommern in Polen. Es gehört zur Gmina Postomino (Gemeinde Pustamin) im Powiat Sławieński (Schlawer Kreis).

## Geographische Lage
Das Dorf liegt 18 Kilometer nördlich von Sławno an einer Nebenstraße, die von Sławno über Staniewice (Stemnitz), Postomino (Pustamin) und Marszewo (Marsow) direkt an die Ostseeküste führt. Der Ort erstreckt sich in einer Niederung östlich des Jezioro Wicko (Vietzker See) auf einer Höhe von sechs Metern über NN. Bis 1945 war Schlackow (heute polnisch Złakowo) Bahnstation an der Reichsbahnstrecke Schlawe–Stolpmünde.
Górsko wird im Westen von Królewo (Krolow) und dem Jezioro Wicko (hier lag ehemals der heute nicht mehr existente Ort Krolowstrand, polnisch: Królewice), im Norden von der Ostsee, im Osten vom Złatowskie Błota (Schlackower Moor) und im Süden von den Dörfern Złakowo (Schlackow) und Marszewo (Marsow) umgrenzt.

## Ortsname
Die Herkunft des Namens Görshagen ist nicht geklärt. Wahrscheinlich heißt das Dorf nach seinem Gründer namens Georg.

## Geschichte
Im Jahre 1480 wird Görshagen erstmals genannt, wird aber schon sehr viel früher bestanden haben. Seit alters her, wohl aus dem Nachlass der Swenzonen, ist es ein von Puttkamersches Lehen. Die Herrschaft Schlackow, zu der neben Görshagen auch Vietzke (polnisch: Wicko), Marsow (Marszewo) und seit 1846 auch Krolow (Królewo) gehörten, hatte 3880 Hektar, als sie 1910 aus von Puttkamerschem Besitz von dem Grafen Wilhelm von Zitzewitz auf Zitzewitz (Sycewice) für seinen Sohn Georg erworben wurde. Dieser verkauft Görshagen und Marsow 1938 an die Pommersche Landgesellschaft mit dem Ziel der Aufsiedlung, zu der es jedoch wegen des Kriegsausbruchs 1939 nicht mehr kommt.
Im Jahre 1784 hatte Görshagen 1 Vorwerk, 9 Bauern, 3 Kossäten, 1 Schulmeister, 3 Fischerkaten, 2 Holzwärterwohnungen und 1 Schäferei. Bis 1876 gehörte der Ort zum Landkreis Stolp, danach zum Landkreis Schlawe i. Pom. im Regierungsbezirk Köslin der preußischen Provinz Pommern.
1818 lebten in Görshagen 249 Einwohner. Ihre Zahl stieg auf 320 im Jahre 1885 und betrug 1939 noch 253. Es lag im Amts- und Standesamtsbezirk Schlackow sowie im Amtsgerichtsbereich Schlawe.
Am 8. März 1945 erfolgte die Besetzung des Ortes durch die Rote Armee. Ab 1946 wurde die deutsche Bevölkerung vertrieben. Görshagen heißt heute Górsko und ist ein Teil der Gmina Postomino im Powiat Sławieński der Woiwodschaft Westpommern (bis 1998 Woiwodschaft Stolp).

## Kirche
Vor 1945 war die Bevölkerung von Görshagen überwiegend evangelischer Konfession. Das Dorf gehörte – wie auch Schlackow (Złakowo) – zum Kirchspiel Marsow (Marszewo) im Kirchenkreis Rügenwalde (Darłowo) in der Kirchenprovinz Pommern der Kirche der Altpreußischen Union. Ab 1928 blieb das Pfarramt Marsow unbesetzt, und die kirchliche Versorgung übernahm der Pfarrer von Pustamin (Postomino).
Seit 1945 sind die Einwohner von Górsko nahezu ausnahmslos katholisch. Marszewo ist weiterhin Kirchort, doch ist die Kirchengemeinde jetzt eine Filialgemeinde der Pfarrei Postomino und gehört zum Dekanat Ustka (Stolpmünde) im Bistum Köslin-Kolberg der Katholischen Kirche in Polen. Evangelische Kirchenglieder sind heute dem Pfarramt Słupsk (Stolp) in der Diözese Pommern-Großpolen der Evangelisch-Augsburgischen Kirche in Polen zugeordnet.

## Schule
Bereits 1784 wird in Görshagen ein Schulmeister erwähnt. Bis 1945 bestand hier eine einklassige Volksschule mit Lehrerwohnung.

## Söhne und Töchter des Ortes
- Peter Georg von Puttkamer (1714–1775), preußischer Oberst und Chef des Garnisonsregiments Nr. 4
- Albert Ernst (1847–1917), deutscher Pädagoge und Mitglied des Deutschen Reichstags